# Алексіс цу Бенгайм унд Штайнфурт
Принц Алексіс Фрідріх Карл Крістіан цу Бентгайм унд Штайнфурт (нім. Alexis Friedrich Karl Christian Prinz zu Bentheim und Steinfurt; 30 липня 1922, Штайнфурт — 2 грудня 1943, Середземне море) — німецький льотчик Люфтваффе.

## Біографія
Представник дуже давнього князівського роду. Старший син голови сім'ї принца Віктора Альберта цу Бенгайм унд Штайнфурт і його дружини Стефані, уродженої принцеси цу Шаумбург-Ліппе. По матері — правнук данського короля Фредеріка VIII.
В 1941 році почав підготовку льотчика-винищувача. 2 грудня 1943 року вилетів з Авіньйона у свій перший і останній бойовий виліт, з якого не повернувся і вважався «зниклим безвісти в морі». В 1965 році був знайдений скелет принца, а в 2003 році — рештки його літака Messerschmitt Bf 109, які спочатку прийняли за рештки Lockheed P-38 Lightning Антуана де Сент-Екзюпері.